# 朴一 (政治家)
朴 一（パク・イル、朝鮮語: 박일、1927年3月14日 - 1997年6月13日）は、大韓民国の政治家。第8・9・10・12・14代大韓民国国会議員。本貫は密陽朴氏。号は立田（イプチョン、입전）。

## 経歴
日本統治時代の慶尚南道の密陽に生まれた。崇文中学校を卒業後、密陽第一普通学校の教師をしたが、朝鮮語学会事件に関連した容疑で身を隠して労務者生活をして光復を迎えた。1949年に延禧大学校（現・延世大学校）文科を修了し、ジョージタウン大学修学。
光復後、密陽で同血建設団という青年団体を組織し、大学在学時には演劇班を組織して農村啓蒙運動を展開した。その後は反共青年団密陽端部委員長を務め、1954年の第3代総選挙で無所属で出馬したが落選した。1963年に民政党密陽地区党委員長となり、1965年に民衆党密陽地区党委員長を経て、1967年に新民党慶尚南道13地区党委員長、新民党政策委員、1970年に新民党慶尚南道党委員長、1971年に新民党指導委員を歴任した。1971年5月25日に行われた第8代総選挙に密陽地区より新民党から立候補して当選し、国会議員となったが、十月維新により議員職を失った。1973年の第9代総選挙と1979年の第10代総選挙で連続当選したほか、金在光系として新民党政策審議委員会議長を務めた。1980年に全斗煥の新軍部による政治活動規制で国会議員職を奪われた。1984年の政治規制解禁後、民推協の副議長を務めながら、1985年2月の第12代総選挙では民韓党の公薦で再び当選した。その後は民韓党を離れ、金泳三・金大中の在野連合勢力が結成した新韓民主党に入党した。1987年に民主党政務委員、1988年に民主党密陽地区党委員長、韓日議員連盟韓国代表、韓・パフアニューギニア議員親善協会長を歴任し、翌年の第13代総選挙で落選した。1991年に新民主党最高委員と党務委員、民主党党務委員などを経て、1992年の第14代総選挙で再び当選した。その後は民主党全党大会議長となり、1993年に韓・インド議員親善協会長と民主党常任顧問を経て、1995年に民主党代表最高委員などを歴任した。
1997年6月13日、肺癌により70歳で死去した。

## 親族
長女は実業家で、韓国女性有権者連盟中央副会長を務めた。2016年の第20代総選挙に予備候補として登録し、出馬の意欲を示した。